# 水瀬陽夢と本当はこわいクトゥルフ神話
『水瀬陽夢と本当はこわいクトゥルフ神話』（みなせようむとほんとうはこわいクトゥルフしんわ）は、原作を朝霧カフカ、漫画を吉原雅彦によるニコニコ動画の動画を原作とする漫画作品。電子書籍『角川ニコニコエース』（角川書店）にて第73号（2013年）から第129+130号（2014年）まで第一幕が連載された。第二幕の連載は未定であり、原作者の朝霧も連載について「わからない」と述べている。単行本は角川書店の角川コミックス・エースレーベルから刊行されている。
朝霧カフカがニコニコ動画にて2012年1月28日から2013年2月13日にかけて投稿した、同動画サイトで人気のキャラクターがTRPGを遊ぶ姿をドラマ化した動画『ゆっくり妖夢と本当はこわいクトゥルフ神話』を、角川完全監修のもとコミカライズした作品で、登場人物の名前は「大人の事情」で変更されている。連載開始時には「ニコニコ動画で1100万回再生突破の話題の問題作」と紹介された。

## 登場人物
水瀬 陽夢（みなせ ようむ）
本作の主人公で、17歳の女子高生。
かなり明るい性格で、語尾には必ず「みょん」をつける。また警察に電話すると見せかけてドミノピザや笑っていいともに電話するなど、かなりの天然ボケが入った性格でもあり、そのことで三宝寺古鉄をはじめ周囲の人たちを掻き回す。
誘拐された際に『あの薬』（後述）を飲まされている。その効果か、命の危険が迫るなど情緒が不安定になると、突如怪物に変身し周囲も手を付けられなくなるほど豹変する（ただし本人は全く覚えていない）。
三宝寺 古鉄（さんぽうじ こてつ）
無職の35歳。元探偵。
192センチメートル・91キログラムのがっしりした体格で、古武術を極めており、悪人をいとも容易く捻じ伏せる。しかし過去のとある出来事がきっかけで少女恐怖症であり、ポルノ画像を見ただけで失神するほどである。またそのことで、陽夢からはゲイと勘違いされる。
取調室で何故か奈流明日香（後述）に告白し、一先ずOKサインを貰っている。過去のある出来事から、人を殺めた陽夢を庇い、共に逃走する。
奈流 明日香（なる あすか）
お相手のいない24歳の捜査一課刑事。取調室で古鉄に告白され少々戸惑うも、ひとまずOKサインをだした。正義感が強いが、たまに暴走することもある。腐女子でもあり、BL本を大人買いしている。
葉山 零一（はやま れいいち）
元詐欺師の27歳。
かつては有名な霊能力者であり、警察に協力してはその能力を活かし迷宮入り事件を次々に解決していったが、実際には霊能力は全くなくインチキである。一方で推理力と観察力は驚異的で、事件が解決できたのもむしろ後者の能力によるものである。だがある時彼は、裏政治団体からの依頼で国家を揺るがすハゲチャビン事件（後述）を引き起こし犯罪者に転落、懲役50年と5か月が言い渡される。本来なら刑務所行きだったが、その才能に目を付けた警察上層部によって、超法規的にアドバイザーとして捜査に参加することができる。陽夢誘拐事件の際、柏崎を追い詰めるも重傷を負わされ病院行きになってしまう。
柏崎 竹刀（かしわざき しない）
秋葉原行夫（後述）とルームシェアをしている考古学者。表の顔は考古学者であるが、その実は水瀬陽夢を誘拐し水瀬の母親を殺害した、殺し屋である。魔術・詐術・拷問術など、あらゆる闇の技能を叩き込まれている。陽夢誘拐事件で葉山に追い詰められるも、ポチ（後述）で攻撃をして葉山に重傷を負わせて逃走した。右手が無い代わりにポチで補っているため、銃や刃物の類は一切効かない。
秋葉原 行夫（あきはばら ゆきお）
柏崎竹刀とルームシェアをしているプログラマー。善人そうだが、児童ポルノをベッドの下に隠し持っている。秦に殺害される。
沖（おき）刑事
奈流の先輩であり上司。水瀬の起こした事件の捜査を主導し、陽夢と親しい奈流を捜査メンバーから外す。柏崎に開放された陽夢（ポチ）によって殺害されてしまう。
秦唯進（シンウェイジン）
チャイニーズマフィア三合会（トライアド）の幹部。二丁拳銃の名手であり、組織の命令を無視して単独で行動しているらしい。武闘派と軍師を兼任し、トップからの信頼も厚い。そのためマル暴にされている。
ドクター
怪物陽夢の最初の被害者。葉山の担当医でもある。葉山に頼まれ明日香を騙そうとすると見せかけ、逆に葉山を騙すという厭らしい一面もある。

## 単語解説
ハゲチャビン事件
葉山零一を主犯として引き起こされた事件。
事件当時の総理大臣は「完全に地毛だ」と信じられていたが、実際はカツラであり、そのことは国家機密扱いであった。ある時、総理大臣は国際サミットで重要な演説を行っている真っ最中に、葉山はそのカツラを「私はアホです」という垂れ幕付きで高々と掲げた。これにより日本の国際的地位は失墜、全世界の国民のほぼ全てが「日本をどう思うか」という問いに対して「ハゲチャビン」と解答するなど、その凋落ぶりは凄まじかった。結果葉山は逮捕されるが、同時に警察にその才能が再評価される事件ともなった。
三合会（トライアド）
香港に本部、日本・北米などに支部を持つ国際的マフィア。世界の滅亡（カタストロフ）を企んでいるらしい。柏崎は三合会北米支部の殺し屋である。
あの薬
誘拐された水瀬陽夢が監禁された現場で発見された小瓶に入っていた、白い粉。誘拐犯が水瀬陽夢に飲ませたもの。またこの粉は、地球上に存在しない物質だという鑑定結果が出ている。また薬と同じ現場で発見されたメモには、ある呪文が書かれており、「術者が対象の知っている出来事について思い出せなくする呪文」だという。
ポチ
柏崎の右腕となっている、黒い液状の生物。銃や刃物が一切効かず、また爆発・炎も効かない。しかし、秦との戦いの際に電撃は少々効くようにも見える。体内に取り込むと、その人間も銃や刃物が効かなくなる。
精神生命体（イス人）
行夫に乗り移ったモノの正体。電撃銃の技術等、人間では理解できないほど進んだ科学力を持つ。

## 単行本
- 原作：朝霧カフカ、漫画：吉原雅彦 『水瀬陽夢と本当はこわいクトゥルフ神話』 角川書店〈カドカワコミックス・エース〉、全3巻
  1. 2013年8月21日発売[7] ISBN 978-4-04-120846-5
  2. 2014年1月25日発売[8] ISBN 978-4-04-120987-5
  3. 2014年5月26日発売[9] ISBN 978-4-04-121122-9